# Amtsbezirk Alt Hadersleben
Der Amtsbezirk Alt Hadersleben war ein Amtsbezirk im Kreis Hadersleben in der Provinz Schleswig-Holstein.
Der Amtsbezirk wurde 1889 gebildet und umfasste den Gutsbezirk Haderslebener Damm, Teile des Forstgutsbezirks Hadersleben I und die folgenden Gemeinden:  
1. Alt Hadersleben
2. Bramdrup
3. Erleff
4. Fredstedt
5. Ladegaard I
6. Moltrup
7. Süderotting

Süderotting wurde 1910 in die Stadt Hadersleben eingemeindet. 1920 wurde der Amtsbezirk aufgelöst und die Gemeinden aufgrund der Volksabstimmung in Schleswig an Dänemark abgetreten.